# Leiophron brevicornis
Leiophron brevicornis är en stekelart som först beskrevs av Herrich-Schäffer 1838.  Leiophron brevicornis ingår i släktet Leiophron och familjen bracksteklar. Inga underarter finns listade i Catalogue of Life.